# フォッサルト
フォッサルト（イタリア語: Fossalto）は、イタリア共和国モリーゼ州カンポバッソ県にある、人口約1,300人の基礎自治体（コムーネ）。

## 地理

### 位置・広がり

#### 隣接コムーネ
隣接するコムーネは以下の通り。
- カストロピニャーノ
- リモザーノ
- ピエトラクーパ
- サルチート
- サンタンジェロ・リモザーノ
- トレッラ・デル・サンニオ